# 東部線ラー支線
東部線ラー支線（とうぶせんラーしせん、ドイツ語: Laaer Ostbahn）は、オーストリア国鉄の鉄道線の名称である。路線番号は902。この路線はオーストリア＝ハンガリー国家鉄道会社（k.k. Privilegierte Österreichisch-ungarische Staatseisenbahn-Gesellschaft, StEG）によりウィーンからブルノ、プラハ経由でジェチーンまで至る幹線の部分として企画された鉄道路線である。

## 歴史

### オーストリア＝ハンガリー国家鉄道
1855年帝国特認国家鉄道が分離された三つの鉄道網を引き受けた時に、その鉄道網は皇帝フェルディナント北部鉄道（Kaiser Ferdinands-Nordbahn, KFNB）の路線と互いに連結されていた。ウィーンとプラハの間には輸送量が増加したものの、それは合議とおりの列車運行を巡って、KFNBとの紛争を招いた。その状況で国家鉄道はウィーン - ブリュン区間で別の鉄道を建設するのを計画した。1859年11月18日に国家鉄道はウィーン - マルヒェク区間及びウィーン - ブリュン区間の鉄道建設許可を申し込んで、数年間法的な紛争がKFNBと発生した。1866年のプロイセン＝オーストリア戦争のため、その葛藤状況は終了した。オーストリア政府は特にボラヴィアの人々に仕事を提供するために、大規模な建設プロジェクトを実行した。1866年12月1日に国家鉄道はウィーン - ブリュン区間の新線に関する建設および運営許可を獲得した。有効期間は1867年1月1日より99年間であった。
建設工事は1867年の変わり目にシュトレリッツとシュタドラウでそれぞれ開始された。皇帝フェルディナント鉄道の場合とは異なって、国家鉄道の区間では多い曲線区間と山地区間が不可避であった。ドナウ河鉄道橋は費用の理由で最初には木材トラス構造で建設された。鋼製トラス構造で置き換えられた鉄道橋は、四つの橋脚と75 mの支間で構成されて、浸水防止用度の橋が九つの橋脚の構造で続いた。橋梁やトンネルなどの構造物の高い建設費のため、費用節減は他の道床の場合に不可避であった。1870年11月24日、この路線はラー - グルースバッハ（フルショヴァニ・ナド・イェヴィショヴコウ）区間とともに開業された。本来ならこの路線は複線鉄道として計画されたが、ウィーン - ゲーラスドルフ区間のみに複線で、残りの区間は複線道床の上の単線で建設された。ラー線は現在の区間を含めて、クルースバッハ、クローマウ（モラフスキー・クルムロフ）を経由しブルノまで至る路線であった。
1872年のオーストリア北西鉄道の開通以来ボーデンバッハ方面の交通量は分散された。何よりも国家鉄道の相当量の貨物輸送量はハンガリーから北ドイツやスカンディナヴィア半島方面で減少した。
ラー線は1909年国家鉄道の他の路線と同じくオーストリア帝国鉄道に引き受けられた。1912年の時刻表によれば、ウィーン - プラハ区間の特急列車は1日中2編のみであった。ウィーン - ブリュッセル区間の場合、4編の旅客列車はあったが、所要時間が北部鉄道経由の場合より長かった。1913年10月20日には列車通行の非効率を改善するために「ウィーン - ブリュン間高速電気鉄道」の実行委員会がヨハン・マイアー（Johann Mayer, 1858-1941）議員の代表で発足した。第一次大戦の終戦とオーストリア＝ハンガリー帝国の解体後、84.1 km以北の区間はチェコスロバキアに属して、ヘブリーン - ブルノ区間はチェコスロバキア国鉄により運営されることとなった。

### オーストリア連邦鉄道

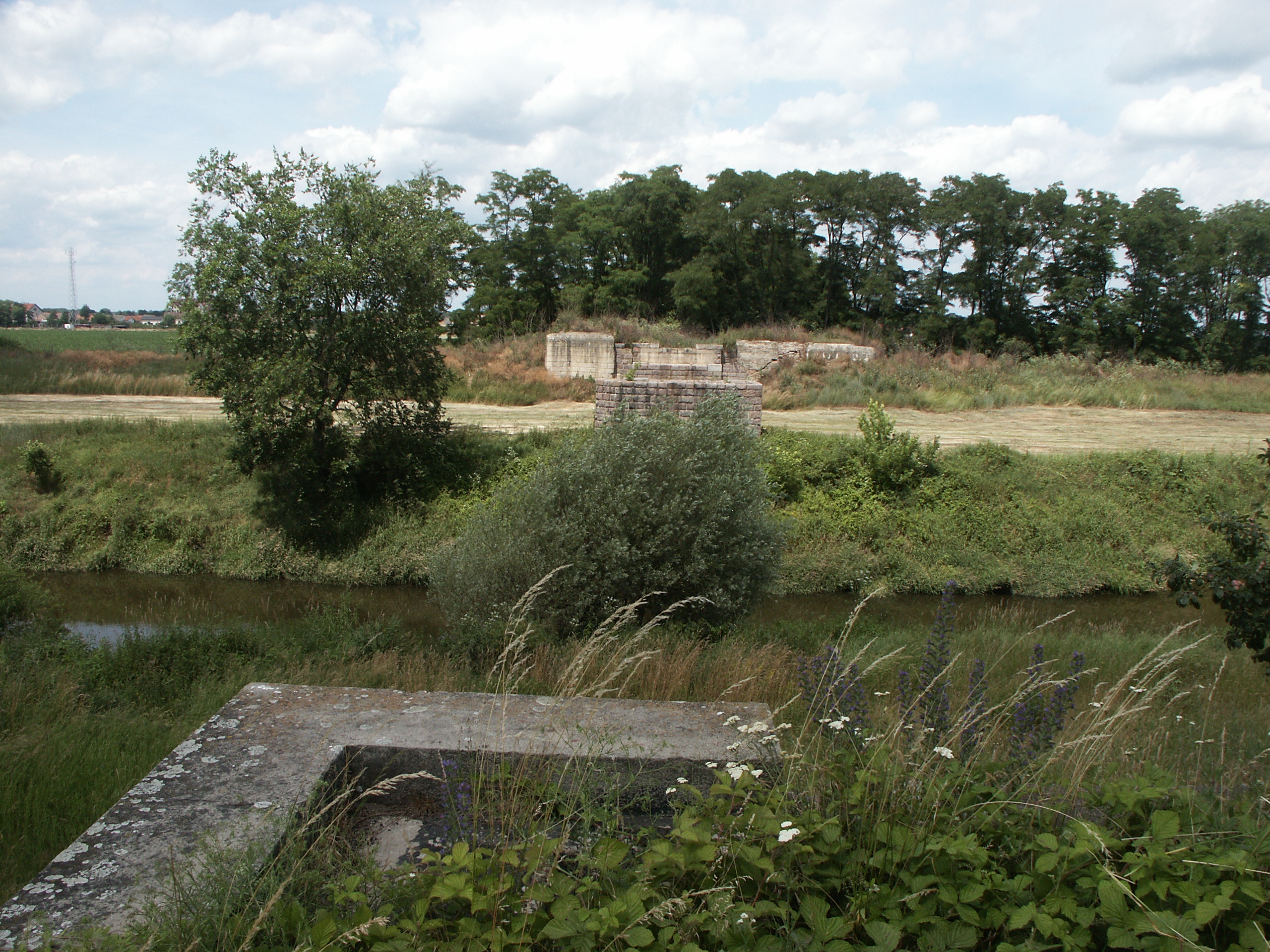
ヘヴリーンで撮影されたターヤ川鉄道橋の残骸

1945年以後、国境に位置するラー（ターヤ） - ヘヴリン区間は、ドイツ国防軍の鉄道橋爆破のため、断絶された。この区間の復旧は両国から繰り返して要求されたが、今までまだ実現されていない。
1983年ウィーンのS2系統がゲラースドルフ - ミステルバッハ区間に導入された。そのために2本の連結線がウィーン市ジューセンブルン町で北部鉄道の間で設置された。ウィーン中央駅 - カール大公街区間にS80系統が運営されている。電気運転は1973年6月にウィーン南駅 - シュタドラウ区間で、1976年8月にカール大公街まで実現された。

### ÖBB持主会社グループ時代

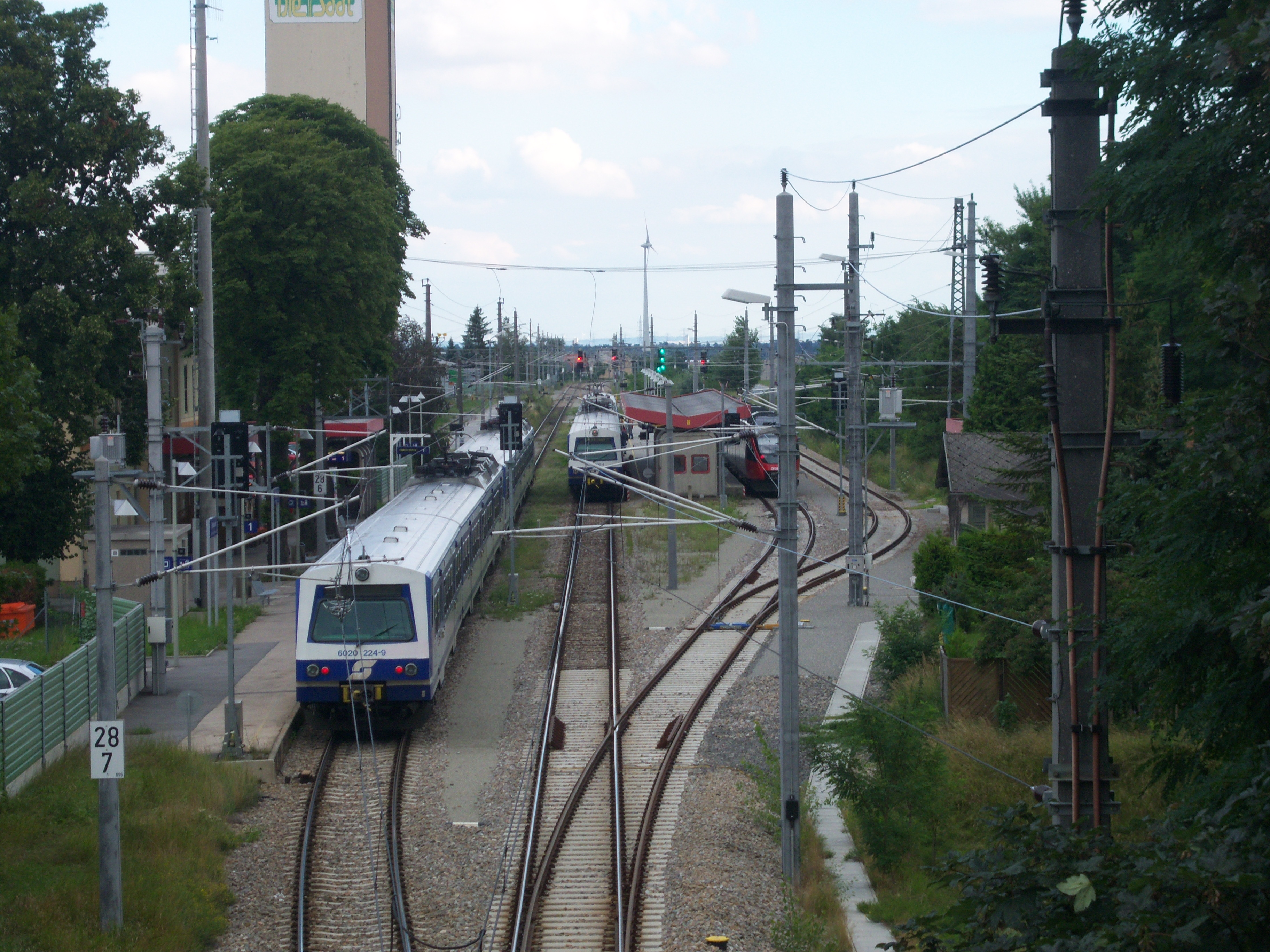
ヴォルカースドルフ駅

2005年ゲーラスドルフ - ヴォルカースドルフ区間は複線で改良されて、ウィーン - ヴォルカースブルク区間の列車運行はラッシュアワーの場合15分に頻発した。S8系統列車はウィーン南駅 - ブライテンレー街旧駅区間に運行されたことがある。ミステルバッハ - ラー（ターヤ）区間の電気運転開始とともにSバーン路線は2006年にラーまで延長された。2014年10月20日からウィーン中央駅 - ゲーラスドルフ区間はETCS2段階の保安システムで運営されている。

## 運行形態
快速と普通について説明する。ウィーン - ラー（ターヤ）区間は東部地域運輸連合（Verkehrsverbund Ost-Region, VOR）の運賃システムの適用区間である。チェコ方面の遠距離列車はウィーン中央駅 - ジューセンブルン区間の上で無停車で走行する。

### 快速「レギオナルエクスプレス(REX)」
- REX2系統：　メードリンク/空港 - ウィーン中央 - ラー間
平日は1時間に1本、休日は2時間に1本の運行。原則900号線に直通し、ウィーン方面行は大部分が900号線内普通(S2,S7)として運行される。ラー方面は空港始発、ウィーン方面はメードリンク行となるケースが多い。
過去の運行形態
2020年以前は、平日のウィーン方面のみ本数が少なく、2時間に1本の運行であった。ハウツェンドルフにも停車する列車が設定されていた他、エンツァースドルフやシュターツは通過する列車もあった。
2021年度より、平日は上下とも1時間に1本の運行であった。全列車、レオポルダウ - オーバースドルフ間ノンストップになった他、ウルリヒスキルヒェンも全列車通過となった。一方で、エンツァースドルフとシュターツは全列車停車となった。
2024年度より、平日朝の北行1便がシュラインバッハ以南各駅停車となった。

### 普通「Sバーン」
下記、2系統が運行される。
- S2系統：　メードリンク - ウィーン中央 - ヴォルカースドルフ/ミステルバッハ/ラー
ミステルバッハ方面は、30分間隔での運行。半数がヴォルカースドルフ止まり、残り半数がミステルバッハ行となるが、休日はラーにも2時間に1本直通する。一方ウィーン方面は、平日の午後を中心に時間帯を限定した運行で、ヴォルカースドルフ始発で1時間に1本程度運行される。
2020年以前は、休日日中も大部分がミステルバッハ止まりで、ミステルバッハ以北への直通が少なかった。

- S2系統：　空港 - ウィーン中央 - ヴォルカースドルフ/ミステルバッハ/ラー
ウィーン方面は、30分間隔での運行。半数がヴォルカースドルフ始発、残り半数がミステルバッハ始発で、休日のみ2時間に1本がラー始発となる。一方ミステルバッハ方面は、平日の午後を中心に時間帯を限定した運行で、ヴォルカースドルフ行が1時間に1本程度運行される。
2020年以前はS7系統として運行していた。またラー始発は平日2時間に1本の運行で、休日の本数が少なかった。

## 駅一覧
以下では、オーストリア国鉄902号線の駅と営業キロ、停車列車、接続路線などを一覧表で示す。
- 種別
  - R：快速
  - S：普通
- 停車駅
  - ■印：全列車停車
  - ●印：一部通過
  - ○印：一部停車
  - ｜印：全列車通過

| 路線名 | 駅名                                   | 駅間営業キロ | 累計営業キロ             | 累計営業キロ          | R  | S | 接続路線                     | 所在地                   | 所在地             |
| ------ | -------------------------------------- | ------------ | ------------------------ | --------------------- | -- | - | ---------------------------- | ------------------------ | ------------------ |
| 901    | フローリツドルフ駅                     | -            | フローリツドルフから 0.0 |                       | ■  | ■ | 900号線、903号線、地下鉄U6線 | ウィーン市               | フローリツドルフ区 |
| 901    | ジーメンス通り駅                       | 2.2          | 2.2                      |                       | ■  | ■ |                              | ウィーン市               | フローリツドルフ区 |
| 902    | レオポルダウ駅                         | 2.2          | 4.4                      |                       | ■  | ■ | 901号線、地下鉄U1線          | ウィーン市               | フローリツドルフ区 |
| 902    | ゲーラスドルフ駅                       | 3.4          | 7.8                      | ウィーン本駅から 18.7 | ○  | ■ |                              | ニーダーエスターライヒ州 | ウィーン郊外郡     |
| 902    | カーペラーフェルト駅                   | 2.6          | 10.4                     | 21.3                  | ○  | ■ |                              | ニーダーエスターライヒ州 | ウィーン郊外郡     |
| 902    | ザイリンク駅                           | 1.7          | 12.1                     | 23.0                  | ○  | ■ |                              | ニーダーエスターライヒ州 | ウィーン郊外郡     |
| 902    | オーバースドルフ・フスト駅             | 3.7          | 15.8                     | 26.7                  | ●  | ■ | 912号線                      | ニーダーエスターライヒ州 | ミステルバッハ郡   |
| 902    | ヴォルカースドルフ駅                   | 1.9          | 17.7                     | 28.6                  | ■  | ■ |                              | ニーダーエスターライヒ州 | ミステルバッハ郡   |
| 902    | ウルリヒスキルヒェン駅                 | 3.3          | 21.0                     | 31.9                  | ○  | ■ |                              | ニーダーエスターライヒ州 | ミステルバッハ郡   |
| 902    | シュラインバッハ駅                     | 2.2          | 23.2                     | 34.1                  | ○  | ■ |                              | ニーダーエスターライヒ州 | ミステルバッハ郡   |
| 902    | ハウツェンドルフ駅                     | 3.8          | 27.0                     | 37.9                  | ｜ | ■ |                              | ニーダーエスターライヒ州 | ミステルバッハ郡   |
| 902    | ニーダークロイツシュテッテン駅         | 3.6          | 30.6                     | 41.5                  | ○  | ■ |                              | ニーダーエスターライヒ州 | ミステルバッハ郡   |
| 902    | ノイバウ・クロイツシュテッテン駅       | 3.0          | 33.6                     | 44.5                  | ○  | ■ |                              | ニーダーエスターライヒ州 | ミステルバッハ郡   |
| 902    | ラーデンドルフ駅                       | 5.6          | 39.2                     | 50.1                  | ○  | ■ |                              | ニーダーエスターライヒ州 | ミステルバッハ郡   |
| 902    | パースドルフ駅                         | 2.3          | 41.5                     | 52.4                  | ｜ | ■ |                              | ニーダーエスターライヒ州 | ミステルバッハ郡   |
| 902    | ミステルバッハ駅                       | 3.2          | 44.7                     | 55.6                  | ■  | ■ |                              | ニーダーエスターライヒ州 | ミステルバッハ郡   |
| 902    | ミステルバッハ町駅                     | 0.6          | 45.3                     | 56.2                  | ●  | ■ |                              | ニーダーエスターライヒ州 | ミステルバッハ郡   |
| 902    | ジーベンヒルテン駅                     | 5.7          | 51.0                     | 61.9                  | ●  | ■ |                              | ニーダーエスターライヒ州 | ミステルバッハ郡   |
| 902    | ヘーラースドルフ駅                     | 1.5          | 52.5                     | 63.4                  | ●  | ■ |                              | ニーダーエスターライヒ州 | ミステルバッハ郡   |
| 902    | フレッティンクスドルフ駅               | 3.1          | 55.6                     | 66.5                  | ■  | ■ |                              | ニーダーエスターライヒ州 | ミステルバッハ郡   |
| 902    | エンツァースドルフ・バイ・シュターツ駅 | 4.4          | 60.0                     | 70.9                  | ■  | ■ |                              | ニーダーエスターライヒ州 | ミステルバッハ郡   |
| 902    | シュターツ駅                           | 4.0          | 64.0                     | 74.9                  | ■  | ■ |                              | ニーダーエスターライヒ州 | ミステルバッハ郡   |
| 902    | コッティングノイジードル駅             | 2.1          | 66.1                     | 77.0                  | ●  | ■ |                              | ニーダーエスターライヒ州 | ミステルバッハ郡   |
| 902    | ラー・アン・デア・ターヤ駅             | 5.5          | 71.6                     | 82.5                  | ■  | ■ |                              | ニーダーエスターライヒ州 | ミステルバッハ郡   |